# Importine alpha
Cet article court présente un sujet plus développé dans : importine.
Une importine α est une protéine adaptatrice entrant dans la composition de certaines importines. Ces dernières sont une famille de protéines de la superfamille des karyophérines qui transportent les protéines porteuses d'un signal de localisation nucléaire (NLS) depuis le cytoplasme vers l'intérieur du noyau à travers les pores nucléaires.
Les importines α sont constituées d'une série de répétitions armadillo disposées en tandem qui constituent l'essentiel de la protéine. Elles possèdent un site principal de liaison au signal de localisation nucléaire dans la région N-terminale, et un site secondaire dans la région C-terminale. La région N-terminale contient également un segment de 90 résidus d'acides aminés assurant la liaison à l'importine β et appelée domaine IBB. Ce segment est également un site d'autoinhibition, qui intervient par ailleurs dans la libération de la protéine transportée une fois que l'importine α se trouve dans le noyau.